# Pyrola carpatica
Pyrola carpatica är en ljungväxtart som beskrevs av Josef Holub och Krisa. Pyrola carpatica ingår i släktet pyrolor, och familjen ljungväxter. Inga underarter finns listade i Catalogue of Life.